# August Friedrich Schweigger
August Friedrich Schweigger est un médecin et un naturaliste prussien, né le 8 septembre 1783 à Erlangen et mort le 28 juin 1821 près de  Girgenti en Sicile.

## Biographie
Il est le frère du physicien Johann Salomo Christoph Schweigger (de) (1779-1857).
August Friedrich fait des études de médecine et d’histoire naturelle à université d'Erlangen et obtient son titre de docteur en 1804. Il s’installe d’abord à Berlin puis, en 1806 à Paris. Il revient en Prusse en 1809 et est nommé professeur de botanique et de médecine à l’université de Kœnigsberg. Il y fonde un jardin botanique.
Il réalise dès lors de fréquents voyages en Europe afin d’y étudier la faune et la flore. Il est assassiné, lors d’un voyage en Sicile, par son guide, non loin de l’ermitage de Quesquina.
Outre des recherches en botanique, on lui doit d’importants travaux sur les tortues et les coraux. Mais la classification qu’il suit pour ces derniers est vivement critiqué par Henri-Marie Ducrotay de Blainville (1777-1850) : on voit que [le système de Schweigger] n'est véritablement pas établi sur des principes convenables ; ce qui a dû conduire son auteur à faire des rapprochemens [sic] souvent peu naturels.

## Liste partielle des publications
- 1804-1811 : Specimen Floræ Erlangensis.
- 1809 : Michel CAIRE, Sabina VEIT, Une visite des établissements parisiens d'aliénés         en  Traduction et commentaires de "Über Kranken und Armen         Anstalten zu Paris", Von Dr. August Friederich Schweigger. Mémoire         dactylographié, 1996, 56 p.
- 1814 : Prodromi monographiæ cheloniorum sectio prima et sectio secunda.
- 1819 : Nachrichten über den botanischen Garten zu Königsberg.
- 1819 : Beobachtungen auf naturhistorischen Reisen. Anatomisch-physiologische Untersuchungen über Corallen.
- 1820 : De plantarum classifcatione naturali.
- 1820 : Handbuch der Naturgeschichte der skeletlosen ungegliederten Thiere.

## Hommage
Kurt Sprengel a nommé le genre de Violaceae Schweiggeria en son honneur.

## Note
1. ↑  D'après (de) Ernst Wunschmann, « Schweigger, August Friedrich », dans Allgemeine Deutsche Biographie (ADB), vol. 33, Leipzig, Duncker & Humblot, 1891, p. 332-333.